# Thierry Jarnet
Pour les articles homonymes, voir Jarnet.
Thierry Jarnet, né le 24 mars 1967 à Versailles, est un jockey français.

## Carrière
Apprenti chez Patrick Rago puis Yann Porzier, il remporte sa première course en 1985, à Cagnes-sur-Mer. Engagé de 1990 à 1996 comme premier jockey par André Fabre, il atteint le haut niveau avec Subotica, qui lui offre un premier groupe 1 en 1991, dans le Grand Prix de Paris, et lui permettra de remporter le Prix de l'Arc de Triomphe l'année suivante. Première monte de l'écurie du Cheikh Mohammed, il remporte de nombreuses courses au plus haut niveau, et obtient quatre cravache d'or consécutives (1992, 1993, 1994, 1995), récompensant le jockey ayant obtenu le plus de victoires en une saison. En 2013 et 2014, il remporte de Prix de l'Arc de Triomphe avec la championne Trêve, qui réalise un doublé qui n'avait plus été accompli depuis 1978. Cela lui permet de devenir le sixième jockey à s'imposer quatre fois dans la plus grande épreuve de galop.
Le 24 février 2017, il annonce qu'il met un terme à sa carrière de jockey.

## Palmarès sélectif (courses degroupe 1)
France
- Prix de l'Arc de Triomphe – 4 –  Subotica (1992), Carnegie (1994), Trêve (2013, 2014)
- Prix de Diane – 1 –  Trêve (2013)
- Poule d'Essai des Poulains – 1 –  Tin Horse (2011)
- Poule d'Essai des Pouliches – 1 –  Bluemamba (2000)
- Grand Prix de Paris – 4 –  Subotica (1991), Homme de Loi (1992), Grape Tree Road (1996), Slickly (1999)
- Grand Prix de Saint-Cloud – 5 –  Apple Tree (1994), Carnegie (1995), Ange Gabriel (2002, 2003), Trêve (2015)
- Prix Saint-Alary – 4 –  Intrepidity (1993), Moonlight Dance (1994), Luna Wells (1996), Marotta (2002)
- Prix Maurice de Gheest – 3 –  Moonlight Cloud (2011, 2012, 2013)
- Prix Ganay – 2 –  Subotica (1992), Corre Caminos (2006)
- Prix du Moulin de Longchamp – 2 –  Moonlight Cloud (2012), Charm Spirit (2014)
- Prix Vermeille – 2 –  Intrepidity (1993), Trêve (2015)
- Prix du Cadran – 2 –  Victoire Bleue (1991), Nononito (1996)
- Prix d'Ispahan – 2 –  Arcangues (1994), Croco Rouge (1999)
- Prix Jacques Le Marois – 1 –  Moonlight Cloud (2013)
- Prix Royal-Oak – 1 –  Sunshack (1995)
- Critérium de Saint-Cloud – 1 –  Sunshack (1993)
- Prix de la Salamandre – 1 –  Pennekamp (1994)
- Prix de la Forêt – 1 –  Moonlight Cloud (2013)
- Prix Marcel Boussac – 1 –  Amonita (2000)
- Prix de l'Opéra – 1 –  We Are (2014)

 Royaume-Uni
- 2000 Guinées – 1 –  Pennekamp (1995)
- Champion Stakes – 1 –  Tel Quel (1991)
- Coronation Cup – 1 –  Apple Tree (1994)
- Dewhurst Stakes – 1 –  Pennekamp (1995)

 Hong Kong
- Hong Kong Vase – 1 –  Ange Gabriel (2002)

 Italie
- Gran Premio d'Italia – 1 –  Pigeon Voyageur (1991)
- Premio Lydia Tesio – 1 –  Lune d'Or (2004)

 Allemagne
- Preis von Europa – 1 –  Apple Tree (1992)